# 정보 보고 시스템
정보 보고 시스템(Information Reporting System, IRS)은 경영정보시스템(MIS: Management Information System)의 하나로 경영상의 관리통제에 도움을 주기 위해서 거래처리시스템(TPS)이나 현장에서 발생한 데이터를 관리자에게  요약된 형태로 제공하는 시스템이다.

## 개요
역사적으로는 거래처리 시스템이 업무처리에는 많은 도움을 주었고, 자동으로 많은 데이터를 처리, 저장하였지만, 이러한 데이터가 관리업무에는 크게 도움을 주지 못했다. 거래처리에서 발생한 데이터를 처리하여 관리자의 관리통제 활동에 도움을 주기 위하여 1960년대 중반부터 정보보고 시스템이 구축되기 시작하였고, 그 당시에는 EDPS와 구분하여 IRS를 경영정보시스템으로 불렀다.
오늘날의 정보보고 시스템은 단순한 거래처리 정보의 요약이 아니라 여러 가지 분석기법을 활용하게 되었다. 데이터베이스에 저장된 데이터를 관리자에게 실시간으로 분석하여 제공한다는 의미에서 OLAP(On-Line Analytic Programming)도 정보보고 시스템이라고 할 수 있다.

## 응용
경영 관리의 능률적인 수행에 필요한 과학적인 경영 관리 정보들을 작성하고 제공하는 조직. 톱 매니지먼트나 각 관리자층에 대하여 경영 관리에 관해서 부문적 시야에 들어오지 않는 전반적인 관리 정보를 수집하여 공급할 수 있도록 그 형식과 내용을 체계화하여 규정지어 할 수 있게 만든 제도를 말한다. 또한 거래처리시스템(TPS), 정보보고시스템(IRS), 의사결정 지원시스템(DSS) 등으로 다양하게 응용되면서 이들이 전통적 사무 관리 방식의 중요한 하나의 요소를 차지하고 있었으나, 거기서 취급하는 정보, 데이터량의 증대와 요구자측이 요구하는 정밀도와 속도에서 그 처리와 입출력에 대하여 컴퓨터화가 진행되어 소위 정보 시스템이 되어 경영정보시스템(MIS)를 향해 발전적으로 변모해 가고 있다.

## 기타 여러 가지 MIS
- 거래 처리 시스템(TPS:Transaction Processing System)
- 의사결정지원시스템(DSS:Decision Supporting System)
- 전략정보시스템(SIS:Strategic Information System)
- 전문가 시스템(ES:Expert System)
- 전자자료처리시스템(EDPS:Electronic Data Processing System)
- 중역정보시스템(EIS:Executive Infomation System)
- 집단의사결정시스템(GDSS:Group Decision Support System)
- 고객관계관리(CRM:Customer Relationship Management)

## 같이 보기
- 경영정보학
- 경영통계학

## 참고 자료
- 「유비쿼터스 시대의 경영정보시스템」, 정보시스템의 발전과정, 황하진 저, 경문사(2005년, 62~71p)